# Ріберсбург (Пенсільванія)
Ріберсбург (англ. Rebersburg) — переписна місцевість (CDP) в США, в окрузі Сентр штату Пенсільванія. Населення — 488 осіб (2020).

## Географія
Ріберсбург розташований за координатами 40°56′34″ пн. ш. 77°26′39″ зх. д. / 40.94278° пн. ш. 77.44417° зх. д. (40.942677, -77.444031).  За даними Бюро перепису населення США в 2010 році переписна місцевість мала площу 3,52 км², уся площа — суходіл.

## Демографія
Згідно з переписом 2010 року, у переписній місцевості мешкали 494 особи в 179 домогосподарствах у складі 134 родин. Густота населення становила 140 осіб/км².  Було 195 помешкань (55/км²).
Расовий склад населення:
| - 97,8 % — білих - 0,6 % — азіатів - 0,4 % — чорних або афроамериканців - 0,2 % — корінних американців |

До двох чи більше рас належало 1,0 %. Частка іспаномовних становила 0,0 % від усіх жителів.
За віковим діапазоном населення розподілялося таким чином: 29,8 % — особи молодші 18 років, 53,0 % — особи у віці 18—64 років, 17,2 % — особи у віці 65 років та старші. Медіана віку мешканця становила 37,7 року. На 100 осіб жіночої статі у переписній місцевості припадало 87,1 чоловіків;  на 100 жінок у віці від 18 років та старших — 85,6 чоловіків також старших 18 років.
Середній дохід на одне домашнє господарство  становив 54 792 долари США (медіана — 44 792), а середній дохід на одну сім'ю — 64 375 доларів (медіана — 51 607). За межею бідності перебувало 17,6 % осіб, у тому числі 33,0 % дітей у віці до 18 років та 4,0 % осіб у віці 65 років та старших.
Цивільне працевлаштоване населення становило 239 осіб. Основні галузі зайнятості: освіта, охорона здоров'я та соціальна допомога — 34,3 %, науковці, спеціалісти, менеджери — 12,6 %, транспорт — 9,6 %, роздрібна торгівля — 8,8 %.